# Il vestito
Il vestito (De jurk) è un film del 1996 diretto da Alex van Warmerdam.

## Trama
Un disegnatore di abiti è lasciato dalla fidanzata mentre, allo stesso tempo, riceve una telefonata da parte del suo datore di lavoro che lo accusa di scarso impegno. Poco dopo il disegnatore assiste a una lite tra una famiglia indiana e un operaio a causa del volume di uno stereo. L'operaio fa volare lo stereo dalla finestra e la lite prosegue per strada. Mentre si svolge la lite, il disegnatore nota il vestito della donna indiana: la fantasia del vestito diviene, nella sua mente a corto di idee, il disegno che proporrà come capo trainante della stagione estiva della compagnia di abbigliamento per cui lavora. Uno dei soci contesta la scelta dei colleghi; oltre alla moglie costui perde pure il lavoro. La prima donna che indosserà il vestito, cercando di apparire più giovane, morirà improvvisamente, mentre i successivi possessori si troveranno in situazioni bizzarre.